# Blond Ale
Blond Ale (auch Golden Ale oder Blonde Ale) ist eine amerikanische Biersorte aus dem Bereich der Pale Ales. Das obergärige Blond Ale besitzt eine blassblonde Farbe, ist nicht sehr geschmacksintensiv und hat einen Alkoholgehalt von 4–5 Vol.%.

## Geschichte
Das Blond Ale ist eine ursprünglich in den USA produzierte und recht moderne Biersorte, die im Zuge der sogenannten amerikanischen „Craft Beer Revolution“ Anfang der 1990er-Jahre erfunden wurde. Die Brauweise ist dabei dem englischen Pale Ale sowie dem deutschen Kölsch nachempfunden. Ein direkter Vorläufer des amerikanischen Blond Ale ist die Bierkreation „Summer Lightning“ der englischen Hop Back Brewery aus dem Jahre 1989.
Das Blond Ale erlangte bald auch außerhalb des englischen Sprachraums Bekanntschaft. In Europa ist es heute insbesondere in Belgien populär, weitere Hersteller gibt es in Frankreich und Brasilien.

## Herstellung
Blond Ale wird unter Verwendung der in den USA weit verbreiteten Hopfensorte Williamette gebraut. Des Weiteren sind in Blond Ale Malz (Sorten: American Two-Row oder Crystal) und Wasser enthalten. Als Hefe werden Hefesorten verwendet, die bei der Herstellung von Lager und Ale generell üblich sind.

## Geschmack
Der in Blond Ale enthaltene Alkohol wirkt sich auf das Aroma des Bieres kaum aus. Das Hopfenaroma ist merklich vorhanden, dominiert aber nicht den Geschmack und erscheint auch nicht bitter. Der Malzgehalt sorgt für einen leicht süßlichen Geschmack. Durch das Entstehen von Estern während des Gärungsprozesses kann Blond Ale auch eine leicht fruchtige Geschmacksnote enthalten.

### Blond Ale als Begleitgetränk
In den USA wird Blond Ale häufig zu Pasta, gegrillten Fleischgerichten und Fischgerichten (z. B. Hummern) serviert. Blond Ale eignet sich auch als Begleitgetränk zu bestimmten Käsesorten, wie etwa den amerikanischen Sorten „Pepper Jack“ und „Monterey Jack“ oder Edamer. Für Europäer mag es ungewöhnlich erscheinen, dass Blond Ale auch zu Süßspeisen gereicht wird, zum Beispiel den „Sugar Cookies“.
Blond Ale wird üblicherweise bei 7–10 °C getrunken (45–50 °F).

## Hersteller/Marken

### USA
- Pike Brewing Naughty Nellie Golden Ale
- Scuttlebutt Homeport Blonde
- Diamond Knot Blonde Ale
- Great Divide Samurai Ale
- Knee Deep Beautiful Blonde
- Red Brick Blonde
- St. George Golden Ale
- Ska True Blonde Ale
- Blue Point Summer Ale
- Fish Tale Organic Blonde Ale[3]

### Belgien
- Duvel[4][3]